# Мамекинська волость
Мамекинська волость — історична адміністративно-територіальна одиниця Новгород-Сіверського повіту Чернігівської губернії з центром у селі Мамекин.
Станом на 1885 рік складалася з 19 поселень, 18 сільських громад. Населення — 8891 особа (4353 чоловічої статі та 4438 — жіночої), 1557 дворових господарств.
|                     | Площа, десятин | У тому числі орної, дес. |
| ------------------- | -------------- | ------------------------ |
| Сільських громад    | 13205          | 10187                    |
| Приватної власності | 15447          | 5574                     |
| Казенної власності  | 36             | —                        |
| Іншої власності     | 94             | 59                       |
| Загалом             | 28782          | 15820                    |

Найбільші поселення волості на 1885 рік:
- Мамекин — колишнє власницьке село при річці Смячка за 12 верст від повітового міста, 899 осіб, 173 двори, православна церква, постоялий двір, постоялий будинок, водяний млин, сукновальня. За 15 верст — кісткопальний завод. За 9 верст — православна церква при садибі Єлисаветіне. За 6 верст — постоялий двір, водяний млин, крупорушка, винокурний завод.
- Вороб'ївка — колишнє власницьке село при річці Вара, 1275 осіб, 280 дворів, православна церква, постоялий двір, постоялий будинок, водяний млин, крупорушка.
- Буда-Вороб'ївська — колишнє власницьке село при річці Вара, 547 осіб, 125 дворів, православна церква, постоялий будинок.
- Леньків — колишнє державне й власницьке село при струмкові, 466 осіб, 88 дворів, 2 православні церкви, постоялий будинок.
- Лісконоги — колишнє державне й власницьке село при річці Десна, 656 осіб, 102 двори, православна церква, постоялий будинок.
- Смяч — колишнє власницьке село при річці Смячка, 1078 осіб, 216 дворів, православна церква, постоялий будинок, лавка, водяний млин, крупорушка, сукновальня.
- Шептаки — колишнє державне й власницьке село при струмкові, 2121 особа, 436 дворів, 2 православні церкви, 2 постоялих будинки, водяний і вітряний млини.

1899 року у волості налічувалось 16 сільських громад, населення зросло до 11 186 осіб (5737 чоловічої статі та 5449 — жіночої).